# 2003 w grach komputerowych
| Skróty platform | Skróty platform                                  |
| --------------- | ------------------------------------------------ |
| DC              | Dreamcast                                        |
| Droid           | Android                                          |
| DS              | Nintendo DS                                      |
| GB              | Game Boy                                         |
| GBA             | Game Boy Advance                                 |
| GBC             | Game Boy Color                                   |
| GCN             | GameCube                                         |
| iOS             | iOS                                              |
| Lin             | komputer osobisty z systemem operacyjnym Linux   |
| Mac             | komputer osobisty Mac                            |
| N64             | Nintendo 64                                      |
| NS              | Nintendo Switch                                  |
| PC              | komputer osobisty                                |
| PS1             | PlayStation                                      |
| PS2             | PlayStation 2                                    |
| PS3             | PlayStation 3                                    |
| PS4             | PlayStation 4                                    |
| PS5             | PlayStation 5                                    |
| PSP             | PlayStation Portable                             |
| PSVita          | PlayStation Vita                                 |
| Wii             | Wii                                              |
| WiiU            | Wii U                                            |
| Win             | komputer osobisty z systemem operacyjnym Windows |
| X360            | Xbox 360                                         |
| XONE            | Xbox One                                         |
| Xbox            | Xbox                                             |
| XSX             | Xbox Series                                      |

Artykuł opisuje ważne wydarzenia w 2003 roku w branży gier komputerowych. Zobacz też: historia gier komputerowych.

## Wydarzenia
- 27 lutego – Academy of Interactive Arts & Sciences rozpoczyna szóste wydanie corocznego plebiscytu Interactive Achievement Awards.
- 6-9 marca – Game Developers Conference rozpoczyna trzecią edycję corocznych Game Developers Choice Awards i piątą edycję Gama Network również corocznych Independent Games Festival (IGF).
- 14–16 maja – dziewiąte targi Electronic Entertainment Expo (E3) w Los Angeles Convention Center; szósta edycja Game Critics Awards dla Najlepszych z E3 (Best of E3).
- 16 czerwca – Interactive Digital Software Association (IDSA) zmienia nazwę na Entertainment Software Association (ESA).
- 1 września – DreamWorks SKG i Tecmo zapowiada filmową adaptację gry komputerowej Fatal Frame. Przy produkcji filmu udział wezmą John Rogers i Steven Spielberg.
- 20 września – Rodziny Aarona Hamela i Kimberly Bede, dwojga młodzieńców zastrzelonych przez nastolatków Williama i Josha Bucknera (którzy podczas śledztwa przyznali, że ich czyny były zainspirowane grą Grand Theft Auto III) wygrały $246 milionów dolarów w procesie przeciwko producentowi gry Rockstar Games, jej wydawcy Take-Two Interactive, sieci sklepów Wal-Mart i producentowi konsoli Sony.
- 31 października – BAFTA (British Academy of Film and Television Arts) będzie od następnej edycji plebiscytu (która odbędzie się w lutym 2004 roku) przyznawać nagrody również w kategorii gier komputerowych, czyli nagrody British Academy Games Awards.
- Listopad – Kazushige Nojima odchodzi ze Square Enix.
- listopad – powstanie polskiej gry internetowej Arena Albionu.

### Hardware
- początek 2003 – Nintendo wydaje Game Boy Advance SP, rozszerzoną wersję popularnej przenośnej konsoli Game Boy Advance.
- Nokia wydaje hybrydę telefonu komórkowego i konsoli gier wideo, N-Gage.
- Nintendo Famicom (NES) i Super Famicom (SNES) zostały oficjalnie wycofane z produkcji na całym świecie.
- Sony pokazało pierwszy prototyp PlayStation Portable.
- Nintendo zapowiedziało, że "nasza konsola nowej generacji będzie kompatybilna z GameCubem".

### Biznes
- 19 lutego – Microsoft ogłasza, że zamierza kupić Connectix Corp.
- Take-Two Interactive kupuje TDK Mediactive, Inc.
- Infogrames zmienia nazwę na Atari
- Square Co., Ltd. i Enix Corporation łączą się, tworząc Square Enix Co., Ltd.
- CNN/Money podaje, że gry komputerowe to przemysł wart 10 miliardów dolarów
- Maj – The 3DO Company ogłasza bankructwo
- Sierpień – Microsoft ogłasza, że ATI będzie producentem procesora graficznego dla konsoli nowej generacji nazwanej na razie Project Xenon. Ich poprzedni kontrakt z firmą NVIDIA był zakończony, ale GPU Xboxa dalej był produkowany.
- Grudzień – Interplay zamyka Black Isle Studios
- Koniec 2003 – Nintendo kupuje udziały w japońskiej firmie zabawek Bandai jednocześnie stając się jednym z 10 największych udziałowców Bandai
- Koniec 2003 – GameSpot informuje, że nieprawdą były oświadczenia Nintendo i Bandai o rzekomym przejęciu przez Nintendo firmy Bandai. Nintendo pracuje z japońską instytucją bankową, której Bandai i Nintendo są klientami, nad próbą przejęcia Bandai
- Koniec 2003 – Data East bankrutuje.

### Wydane gry
- Styczeń – Car Tycoon
- Marzec – Line of Sight: Vietnam

- Kwiecień – Postal 2
- Maj – Enter The Matrix
- Czerwiec – Tomb Raider: The Angel of Darkness
- Lipiec – Wydanie Star Wars: Knights of the Old Republic na Xbox.
- Sierpień – W Japonii w ciągu jednego tygodnia gra Winning Eleven 7 na PlayStation 2 została sprzedana w liczbie 1 miliona kopii.
- Wrzesień – Grand Theft Auto: Double Pack wyszedł na Xbox
- Październik – Call of Duty
- Listopad/Grudzień – Mario Kart: Double Dash!!, Prince of Persia: Piaski czasu, Beyond Good & Evil, Simpsons Hit & Run, Jak II i Ratchet & Clank: Going Commando.

## Trendy
Gry komputerowe nadal tracą udziały na rzecz gier wydawanych na konsole. Ich sprzedaż spadła w USA o 14% w porównaniu z ubiegłym rokiem.  Całkowita sprzedaż gier wzrosła do 7 miliardów dolarów, przy czym gry dostępne na konsole miały tutaj udział 5,8 mld dolarów, a gry komputerowe pozostałe 1,2 mld dolarów.

### Konsole gier wideo
Dominującymi konsolami gier wideo w roku 2003 były:
- Sony PlayStation 2
- Nintendo GameCube
- Microsoft Xbox

### Przenośne konsole
Dominującą przenośną konsolą gier wideo w roku 2003 był:
- Nintendo Game Boy Advance

W tym roku również pojawiły się dwie nowe przenośne konsole gier wideo, Game Boy Advance SP (rozszerzony GBA) i Nokia N-Gage.

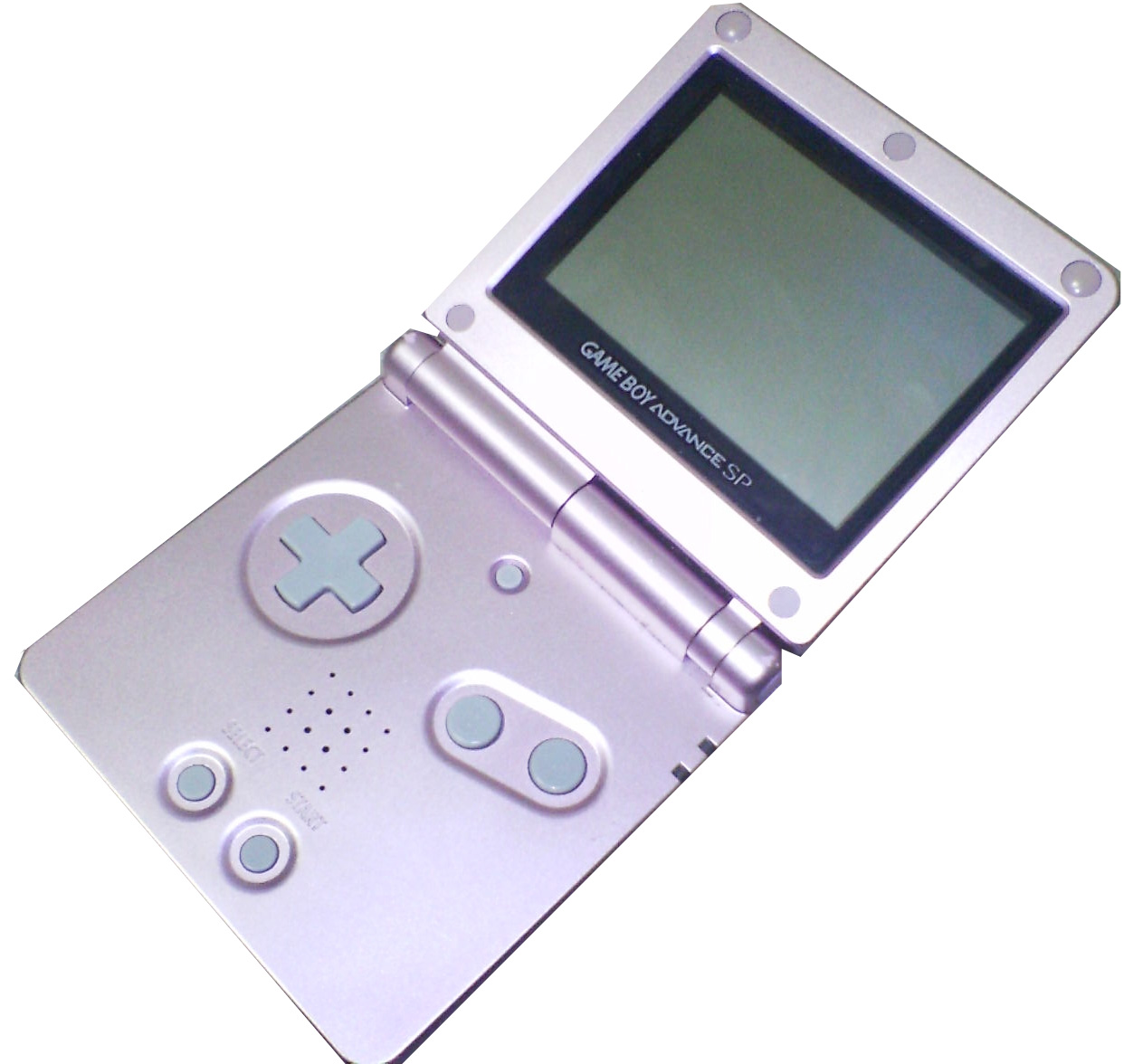
Game Boy Advance SP
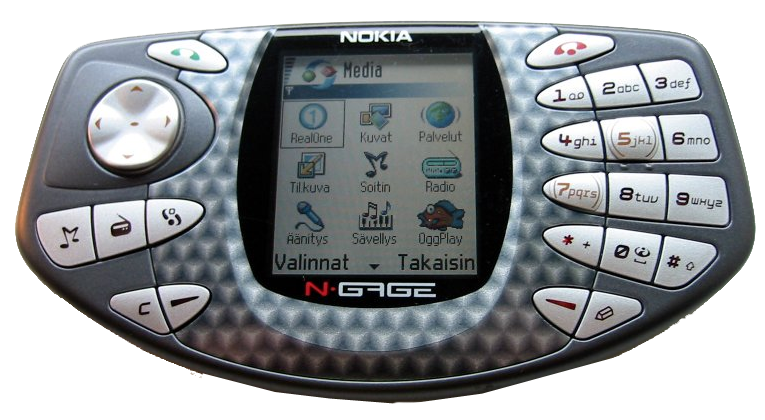
Nokia N-Gage

### Sprzedaż gier komputerowych
Lista dziesięciu najlepiej sprzedających się gier komputerowych w Stanach Zjednoczonych.
| Ranking | Tytuł                               | Platforma | Wydawca         |
| ------- | ----------------------------------- | --------- | --------------- |
| 1       | Madden NFL 2004                     | PS2       | Electronic Arts |
| 2       | Pokémon Ruby                        | GBA       | Nintendo        |
| 3       | Pokémon Sapphire                    | GBA       | Nintendo        |
| 4       | Need for Speed: Underground         | PS2       | Electronic Arts |
| 5       | The Legend of Zelda: The Wind Waker | GameCube  | Nintendo        |
| 6       | Grand Theft Auto: Vice City         | PS2       | Rockstar Games  |
| 7       | Mario Kart: Double Dash!!           | GameCube  | Nintendo        |
| 8       | Tony Hawk’s Underground             | PS2       | Activision      |
| 9       | Enter the Matrix                    | PS2       | Atari           |
| 10      | Medal of Honor: Rising Sun          | PS2       | Electronic Arts |